# Matthias J. Bovee
Matthias Jacob Bovee (* 24. Juni 1793 in Amsterdam, New York; † 12. September 1872 in Eagle, Wisconsin) war ein US-amerikanischer Jurist und Politiker. Zwischen 1835 und 1837 vertrat er den Bundesstaat New York im US-Repräsentantenhaus.

## Werdegang
Matthias Jacob Bovee wurde ungefähr zehn Jahre nach dem Ende des Unabhängigkeitskrieges in Amsterdam im Montgomery County geboren. Er besuchte bis zu dem Tod seines Vaters 1807 Dorfschulen. Danach unterrichtete er im Winter an einer Schule und arbeitete im Sommer auf der Familienfarm. 1815 ging er dann kaufmännischen Geschäften nach. Er hatte den Vorsitz in der Town von Amsterdam und saß im County Board of Supervisors. 1826 wählte man ihn in die New York State Assembly. Er war 1831 Trustee der Village von Amsterdam. Politisch gehörte er der Jacksonian-Fraktion an.
Bei den Kongresswahlen des Jahres 1834 für den 24. Kongress wurde er im 15. Wahlbezirk von New York in das US-Repräsentantenhaus in Washington, D.C. gewählt, wo er am 4. März 1835 die Nachfolge von Charles McVean antrat. Er schied nach dem 3. März 1837 aus dem Kongress aus.
Nach seiner Rückkehr nach Amsterdam ging er wieder kaufmännischen Geschäften nach. Im Juni 1843 zog er nach Milwaukee und ließ sich zwei Monate später bei Eagle im Waukesha County nieder, wo er in der Landwirtschaft arbeitete. Er war zehn Jahre lang Friedensrichter. Am 12. September 1872 verstarb er in Eagle und wurde dann auf dem Oak Ridge Cemetery beigesetzt.